# Trương Chấn (tướng lĩnh)
Trương Chấn (tiếng Trung: 张震; bính âm: Zhāng Zhèn; 1914 — 2015) là Thượng tướng Quân Giải phóng Nhân dân Trung Quốc (PLA). Ông từng giữ chức vụ Hiệu trưởng, Chính ủy Đại học Quốc phòng và Phó Chủ tịch Quân ủy Trung ương Trung Quốc. Trương Chấn là Đại biểu Nhân đại toàn quốc (Quốc hội) khóa V, Ủy viên dự khuyết Ban Chấp hành Trung ương Đảng Cộng sản Trung Quốc khóa XI, Ủy viên Trung ương Đảng khóa XII.

## Tiểu sử
Trương Chấn sinh ngày 5 tháng 10 năm 1914 tại huyện Bình Giang, tỉnh Hồ Nam, với tổ tiên là người Khách Gia từ Bình Viễn, tỉnh Quảng Đông. Tháng 5 năm 1930, ông gia nhập Đoàn Thanh niên chủ nghĩa Cộng sản Trung Quốc (nay là Đoàn Thanh niên Cộng sản Trung Quốc) và Hồng quân công nông Trung Quốc tiền thân của Quân Giải phóng Nhân dân Trung Quốc; đến tháng 10 năm 1930, Trương Chấn trở thành Đảng viên Đảng Cộng sản Trung Quốc.

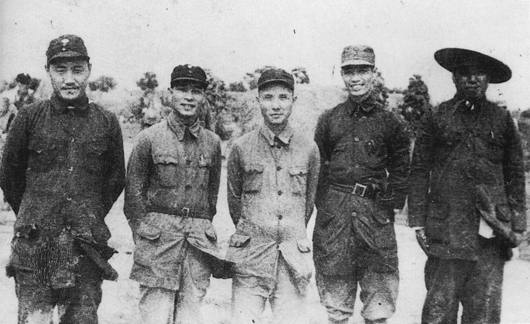
Trương Chấn (đứng thứ tư từ trái sang) tại căn cứ địa kháng Nhật Hoài Bắc, tháng 8 năm 1944

Sau khi nước Cộng hòa nhân dân Trung Hoa thành lập, tháng 3 năm 1952, Trương Chấn được phân công làm trưởng ban tác chiến, Bộ Tổng tham mưu. Tháng 5 năm 1953, ông làm trưởng ban tác chiến Quân ủy Trung ương, kiêm quyền chỉ huy, quyền chính ủy Tập đoàn quân 24 quân tình nguyện nhân dân Trung Quốc.
Tháng 9 năm 1954, Trương Chấn học ở khoa chiến dịch, Học viện Quân sự Quân giải phóng Nhân dân Trung Quốc. Tháng 9 năm 1955, Trương Chấn được phong quân hàm Trung tướng. Tháng 7 năm 1957, ông tốt nghiệp, được phân công làm Phó hiệu trưởng Học viện quân sự Quân giải phóng. Tháng 9 năm 1962, Trương Chấn được bổ nhiệm làm Hiệu trưởng Học viện Quân sự.
Tháng 1 năm 1971, ông làm Chính ủy Ban chỉ huy công trình thủy lợi đập Cát Châu. Tháng 4 năm 1972, ông giữ chức Phó Tư lệnh Quân khu Vũ Hán. Tháng 9 năm 1975, ông được bổ nhiệm làm Phó Chủ nhiệm Tổng bộ Hậu cần Quân Giải phóng Nhân dân Trung Quốc. Tháng 2 năm 1978, Trương Chấn được thăng chức Chủ nhiệm Tổng bộ Hậu cần Quân Giải phóng Nhân dân Trung Quốc. Tháng 1 năm 1980, Trương Chấn được bổ nhiệm giữ chức Phó Tổng Tham mưu trưởng Quân Giải phóng Nhân dân Trung Quốc.
Ngày 24 tháng 12 năm 1985, Chủ tịch Quân ủy Đặng Tiểu Bình quyết định thành lập Đại học Quốc phòng Trung Quốc trên cơ sở sáp nhập Học viện quân sự, Học viện chính trị và Học viện hậu cần, Trương Chấn được bổ nhiệm làm Hiệu trưởng đầu tiên. Tháng 9 năm 1988, chế độ quân hàm trong quân đội Trung Quốc được thiết lập trở lại, Trương Chấn được phong quân hàm Thượng tướng.
Tháng 10 năm 1992, tại Đại hội đại biểu toàn quốc Đảng Cộng sản Trung Quốc lần thứ 14, Trương Chấn được bầu giữ chức Phó Chủ tịch Quân ủy Trung ương Trung Quốc. Tháng 3 năm 1993, ông được bầu kiêm nhiệm chức vụ Phó Chủ tịch Ủy ban Quân sự Trung ương Cộng hòa Nhân dân Trung Hoa. Tháng 3 năm 1998, sau phiên họp toàn thể lần thứ nhất của Nhân đại toàn quốc (Quốc hội) khóa VIII, Trương Chấn nghỉ hưu.
Trương Chấn kỷ niệm sinh nhật tròn 100 tuổi của mình vào tháng 10 năm 2014. Ngày 3 tháng 9 năm 2015, 5 giờ chiều, Trương Chấn qua đời tại Bắc Kinh, hưởng thọ 101 tuổi.

## Gia đình
Trương Chấn có bốn con trai đều là sĩ quan cấp tướng trong Quân Giải phóng Nhân dân Trung Quốc;
- Trương Tiểu Dương, hàm Thiếu tướng, từng làm Giám đốc Học viện ngoại ngữ Quân Giải phóng;
- Trương Liên Dương, hàm Thiếu tướng, từng giữ chức Cục trưởng ở Bộ Tổng tham mưu;
- Trương Hải Dương, hàm Thượng tướng, từng giữ chức Chính ủy Quân đoàn Pháo binh 2;
- Trương Ninh Dương, hàm Thiếu tướng, từng giữ chức Phó trưởng ban giao thông vận tải quân sự thuộc Tổng bộ Hậu cần.